# Schnitzel Holstein
Schnitzel Holstein es una fritura de carne de ternera empanada (Schnitzel) servida con un huevo frito, muy típica de la gastronomía alemana, principalmente, de la zona cercana a Berlín. Se suele acompañar con pescado frito y pan blanco. El nombre proviene del diplomático alemán Friedrich von Holstein (1837-1909), que asistía asiduamente a un local de Berlín en el que solicitaba que le atendieran deprisa y solía decir: "Vorspeise und mein Schnitzel, schnell, schnell" ("El entrante y mi Schnitzel, ¡rápido, rápido!). Apremiado de esta forma por un personaje tan importante, el cocinero decidió servir juntos el primer y el segundo plato.

## Preparación y servicio
La preparación de este schnitzel se realiza con trozos de carne que se empanan en harina y se fríen en mantequilla. Tras esta operación se añaden cuatro trozos de pan blanco tostado y un huevo frito (Spiegelei). Los trozos de pan se diferencian según se emplee como acompañamiento salmón ahumado, filetes de sardinas o caviar. Todo se sirve junto en el mismo plato adornado de alcaparras; en algunas ocasiones, se acompaña de judías y patatas asadas.